# Girmontowce
Girmontowce (biał. Гірмантаўцы; ros. Гирмантовцы) – agromiasteczko na Białorusi, w obwodzie brzeskim, w rejonie baranowickim, w sielsowiecie Horodyszcze.
W dwudziestoleciu międzywojennym wieś leżała w Polsce, w województwie nowogródzkim, w powiecie baranowickim.